# صباحية مباركة (برنامج مسرحي)
صباحية مباركة نوع جديد من المسرحيات على شكل حلقات ، بحيث تكون كل حلقة باسم ومضمون مختلف في إطار كوميدي ترفيهي ساخر، عُرِض لأول مرة في 29 اكتوبر 2020.

## الممثلون
- أشرف عبد الباقي رئيس الفرقة
- علي ربيع
- محمد أسامة
- سليمان عيد
- أحمد سلطان
- طاهر أبو ليلة
- حسام داغر